# Malin Sandberg
Malin Sandberg (* 14. April 2000 in Säve) ist eine schwedische Handballspielerin.

## Karriere

### Im Verein
Malin Sandberg spielte in der Jugend  für die Vereine Kärra HF und IK Sävehof. Darauf stand sie beim schwedischen Verein Önnereds HK unter Vertrag. Ab 2019 stand sie im Kader von H 65 Höör. Nach vier Jahren ging sie 2023 nach Frankreich zu ESBF Besançon. Im Sommer 2025/26 wechselte sie zum deutschen Erstligisten HSG Blomberg-Lippe.

### In Auswahlmannschaften
Mit der schwedischen Jugend-Nationalmannschaft belegte sie den 4. Platz bei der U18-Weltmeisterschaft 2018. Mit den Juniorinnen belegte sie den 14. Platz bei der U19-Europameisterschaft 2019.